# Fahraeusiella moerens
Fahraeusiella moerens es una especie de coleóptero de la familia Mordellidae.

## Distribución geográfica
Habita en Cafre (islas Reunion).